# General Luis Felipe Domínguez Suárez
General Luis Felipe Domínguez Suárez es un ejido del municipio de Balancán ubicado en la subregión de los Ríos del estado mexicano de Tabasco.

## Geografía
La localidad se ubica a 16.5 kilómetros (en dirección norte) de la localidad de Balancán de Domínguez, la cabecera y lugar más poblado del municipio. Se sitúa en las coordenadas geográficas 17°39′24″N 91°32′12″O / 17.656667, -91.536667, a una elevación de 34 metros sobre el nivel del mar.

## Demografía
Según el Conteo de Población y Vivienda 2020, efectuado por el Instituto Nacional de Estadística y Geografía, la localidad de General Luis Felipe Domínguez Suárez tiene 1,148 habitantes, de los cuales 564 son del sexo masculino y 584 del sexo femenino. Su tasa de fecundidad es de 2.37 hijos por mujer y tiene 345 viviendas particulares habitadas.
| Gráfica de evolución demográfica de General Luis Felipe Domínguez Suárez entre 1910 y 2020 |
|                                                                                            |
| INEGI.                                                                                     |